# NGC 5753

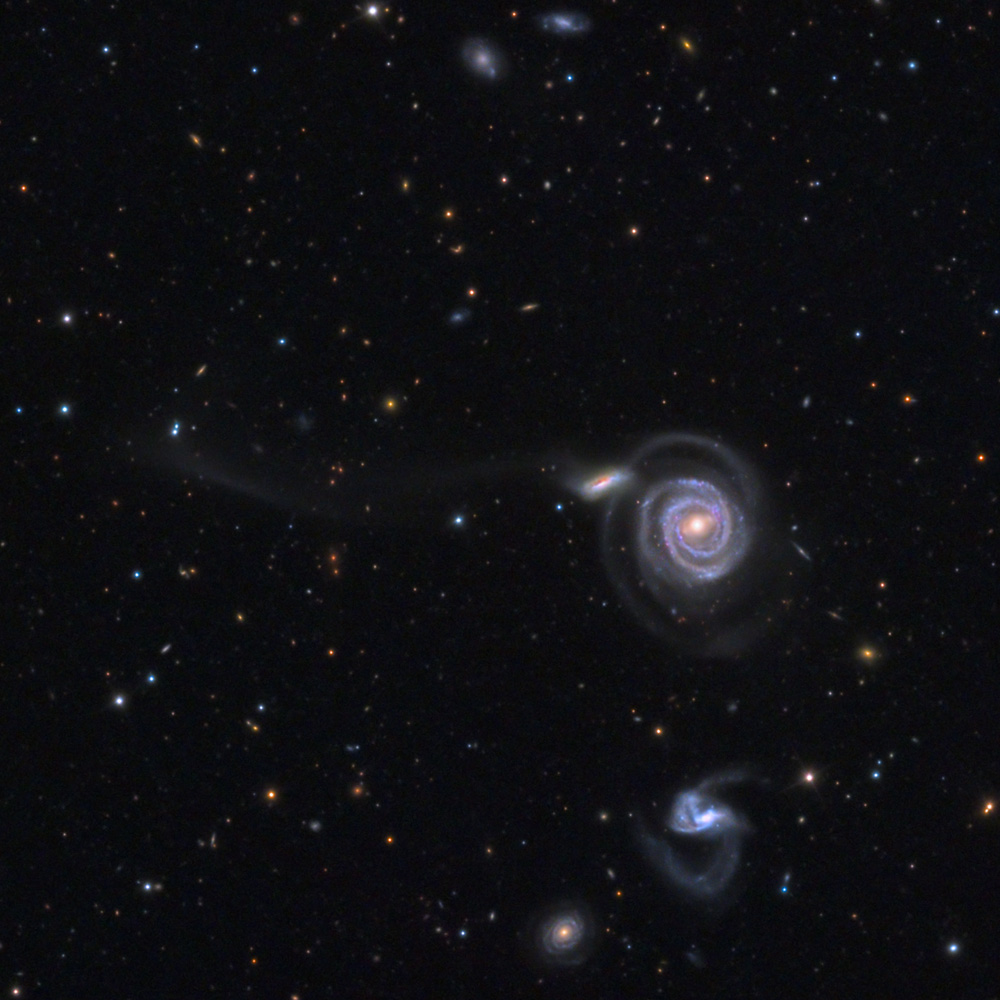
NGC 5752, NGC 5754, NGC 5755, NGC 5753 = Arp 297

NGC 5753 is een spiraalvormig sterrenstelsel in het sterrenbeeld Ossenhoeder. Het hemelobject werd op 1 april 1878 ontdekt door de Ierse astronoom Lawrence Parsons. Samen met NGC 5752, NGC 5754 en NGC 5755 behoort het tot de kleine cluster Arp 297.

## Synoniemen
- MCG 7-30-62
- ZWG 220.53
- NPM1G +39.0358
- IRAS 14434+3859
- PGC 52695